# BC Timișoara
BC Timișoara este un club românesc de baschet cu sediul în Timișoara, România. Echipa joacă în sezonul 2013-2014, în Divizia A. Clubul a câștigat Cupa României în 2010 și 2015.

## Istorie
Ultimii zece ani au fost cei mai de succes din istoria echipei. BC Timișoara a reușit să se califice de opt ori în finalele diferitelor competiții și a câștigat Cupa României în 2010 și 2015. Echipa a mai jucat finala Cupei României în 2007, 2008 și 2012. BC Timișoara a disputat finala campionatului în 2009 și 2012, pierdută de fiecare dată cu CSU Asesoft Ploiești. Formația din Timișoara s-a calificat în finală în Liga Europei Centrale, în anul 2009, dar a fost învinsă de echipa maghiară Albacomp Székesfehérvár, cu scorul de 66-92.

## Palmares
Campionatul României
 Campioni (21):
 Vicecampioni (2): 2009, 2012
 Cupa României:
 Câștigători (2): 2010, 2015
 Finaliști (3): 2007, 2008, 2012,

## Lotul curent
La data de 4 septembrie 2014.
| Nr. | Nume                 | Naț.                   | Data nașterii | Înălțime | Număr tricou |
| --- | -------------------- | ---------------------- | ------------- | -------- | ------------ |
| 1.  | Nikola Otašević      | Serbia                 | 25.01.1982    | 184 cm   | 10           |
| 2.  | Marko Čakarević      | Serbia                 | 13.05.1988    | 200 cm   | 6            |
| 3.  | Adrian Diaz          | SUA                    | 11.07.1993    | 213 cm   | 20           |
| 4.  | Miloš Komatina       | Bosnia and Herzegovina | 15.09.1984    | 206 cm   | 9            |
| 5.  | Mladen Jeremić       | Serbia                 | 09.01.1988    | 198 cm   | 4            |
| 6.  | Ionuț Drăgușin       | Romania                | 13.11.1985    | 221 cm   | 14           |
| 7.  | Octavian Popa Calotă | România                | 22.11.1984    | 189 cm   | 11           |
| 8.  | Zoran Milencovici    | România                | 28.03.1991    | 188 cm   | 21           |
| 9.  | Georgian Păun        | România                | 10.04.1994    | 203 cm   | 12           |
| 10. | Andrei Ghiriș        | România                | 31.01.1990    | 196 cm   | 1            |
| 11. | Mihai Ursan          | România                | 23.02.1999    | 199 cm   | 15           |
| 12. | Alexandru Albu       | România                | 30.04.2000    | 191 cm   | 2            |